# Saint-Brice-sous-Forêt
Saint-Brice-sous-Forêt é uma comuna francesa do Val-d'Oise, na região de Ilha de França. A cidade tem 17 000 habitantes, chamados de Saint-Bricien(ne)s.

## Toponímia
Atestada sob a forma Sanctus Bricius em 1124.
O nome da aldeia vem do santo epônimo, sucessor de são Martinho no bispado de Tours em 397, ou de Bricta, deusa gaulesa da fontes.
Sob a Revolução, a comuna recebeu o nome de Brice livre.

## História
Ele está em um documento de 1125, em que Mathieu le Bel, o futuro senhor de Villiers, enumera suas posses, para que o nome de Saint-Brice aparece pela primeira vez.
A aldeia é o senhorio de Montmorency para o XIIIe xix. Eles tinham de alta, média e baixa justiça, e também um imposto sobre os peixes do mar, passando pela cidade em direção a Paris, confirmado em 11 de maio de 1390, no Parlamento. (Cf História da casa de Montmorency)
Mas, em 1632, o duque de Montmorency, que conspirou contra o rei Luís XIII, foi decapitado em praça pública, em Toulouse. Sua propriedade foi devolvida a sua irmã, Charlotte, a esposa do príncipe de Condé, depois do conde de Viena, o brigadeiro-general dos exércitos do rei no XVIIIe xix. A comunidade da aldeia conta neste momento cerca de 171 famílias, isto é, de 800 habitantes, que vivem principalmente da agricultura, e, além disso, a fabricação de rendas então florescente na região. A vinha foi a principal atividade agrícola. Saint-Brice já apresentava em seu duplo aspecto residencial e rural. As belas propriedades se adjuntaram as vinhas. O trabalho de casa de rendas foi uma importante fonte de renda para a comuna.
A Revolução trouxe um monte de entusiasmo e também de excesso. Apesar dos protestos dos moradores, Loiseau de Béranger, o generoso proprietário do castelo de Saint-Brice foi guilhotinado como um agricultor geral. O Império, depois a Restauração, trouxeram um grande nome de notáveis na cidade. É assim que Talleyrand, ministro de Napoleão, foi o proprietário, de 5 de junho de 1812 a 16 de agosto de 1815, do castelo de Loiseau de Béranger, onde ele ficou com a duquesa de Dino, esposa de seu sobrinho (restam apenas os estábulos, incrivelmente restaurados em 1975, e o parque).
No século XIXe xx, Saint-Brice, perto de Paris, tornou-se um lugar de repouso altamente procurado. No final do século, havia 27 propriedades. A maioria deles ainda existem e dão à cidade o seu charme e vegetação. Saint-Brice, em seguida, tornou-se uma aldeia agrícola e próspera e vai continuar assim até a Primeira Guerra Mundial (1914-1918).
A 1935, há uma mutação agrícola : as terras de mercado deixam espaço para a arboricultura. Em seguida vemos que 80 % das terras disponíveis são plantadas com árvores de pera, cujos frutos eram muito populares nos mercados. A população neste momento foi de 2 700 habitantes. A atividade agrícola manteve-se importante, a região constituía uma reserva de abastecimento : couve-flor, ervilhas, peras, maçãs, morangos...
Durante a Guerra  prussiana de 1870-1871, a comuna, abandonada pelos seus edis, devido a sua sobrevivência à dedicação irrepreensível e à sabedoria de seu pároco, o abade Louis Salati, que, em perigo de vida, assumiu as funções de prefeito sem o título.
Em 1877, a estação entra em operação. Ela é chamada de Sarcelles-Saint~Brice, apesar de ser um uso que dá à cidade a propriedade do terreno e o direito de aparecer na frente do nome. A ferrovia vai revolucionar a vida da vila : os Parisienses foram chegando mais e mais aos muitos para passar o domingo no campo e os agricultores têm novas oportunidades para enviar suas frutas e legumes. Em 1907, a única estação de Sarcelles-Saint~Brice envia 140 vagões de grãos por mês nos centros do Norte : Lille, Roubaix, Valenciennes, Cambrai...
Durante o conflito de 1914-1918 Saint-Brice não ficava muito longe da frente. As grandes propriedades, abrigava os soldados durante as suas folhas. Mas a aldeia estava no caminho de la Grosse Bertha. O tempo não estava mais no local. As dificuldades apareceram : requisições, restrições, falta de mão-de-obra... Como em toda parte, na França, as mulheres e as crianças tomaram o lugar dos homens na roça.
Cinquenta e cinco Saint-Briciens morreram durante este conflito. Depois de 1918, muitas das fortunas do local foram diminuídas ou tinham mudado de mãos e grandes propriedades foram parceladas para dar lugar aos primeiros loteamentos: le Clos du Château, o Parc de Mauléon, le Clos Béranger... Saint-Brice viveu sua primeira grande urbanização logo após a guerra. A comuna computou 2 500 habitantes, em 1931.
Durante a Segunda Guerra Mundial, Saint-Brice teve apenas duas breves ocupações alemãs. Em junho-julho de 1940 e agosto de 1944. Os tanques da 2e divisão de de blindados, liderado pelo general Leclerc, atravessou Saint-Brice pela avenue du Général-de-Gaulle. (Uma placa comemorativa lembra do evento)
É a partir dos anos 1960 que a comuna vai ter um desenvolvimento urbano regular com a multiplicação de residências e lotamentos, e o desenvolvimento de zonas industriais e comerciais.
Hoje, Saint-Brice, com seus 16 690 habitantes (Estimativa pelas pesquisas anuais de 2010) mantém a sua dupla face de cidade nova muito equipado e cidade velha interessada em manter seu patrimônio arquitetônico, sua alma, sua história e sua vegetação.

## Locais e monumentos

### Monumentos Históricos

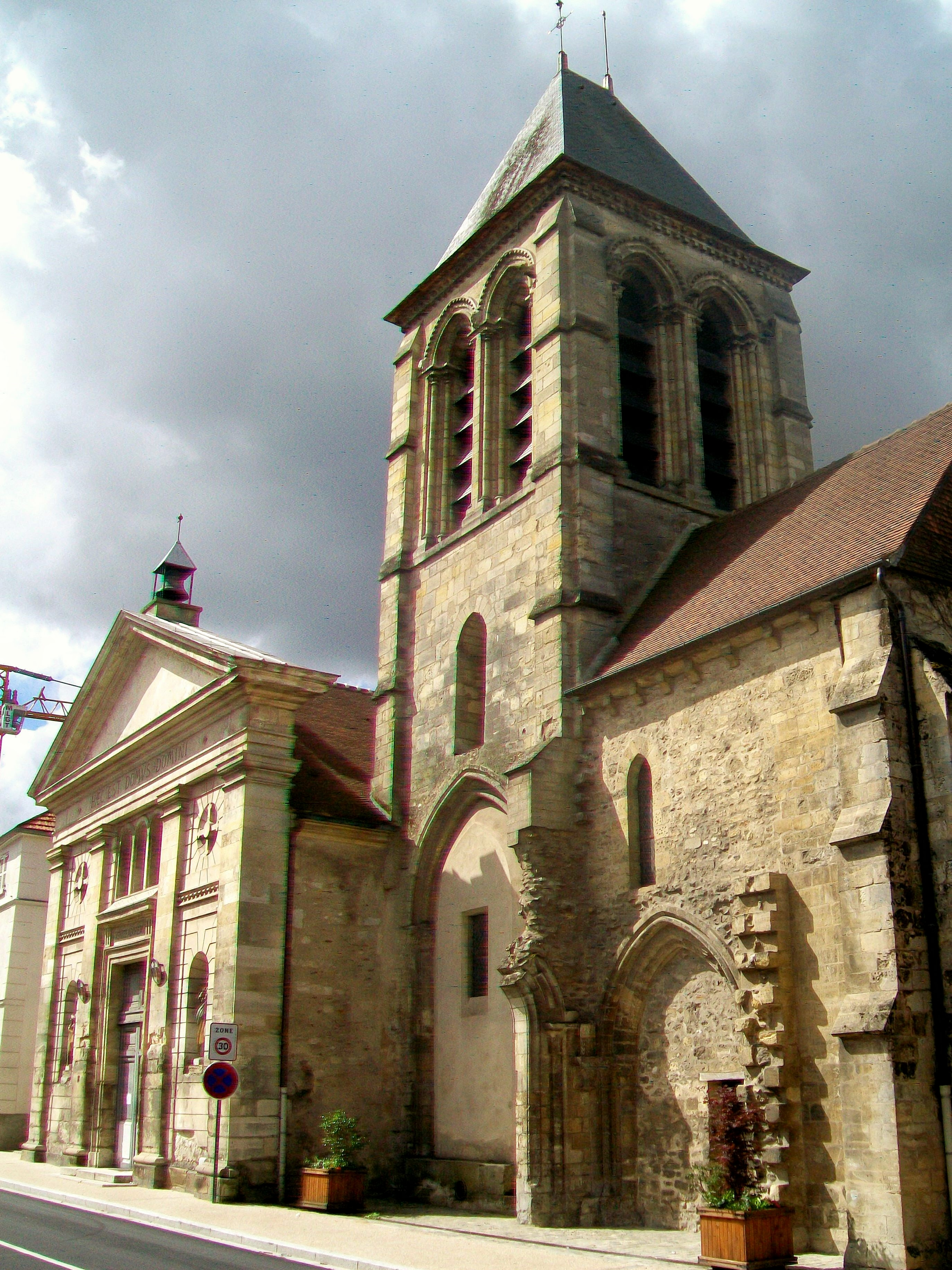
Igreja Saint-Brice.
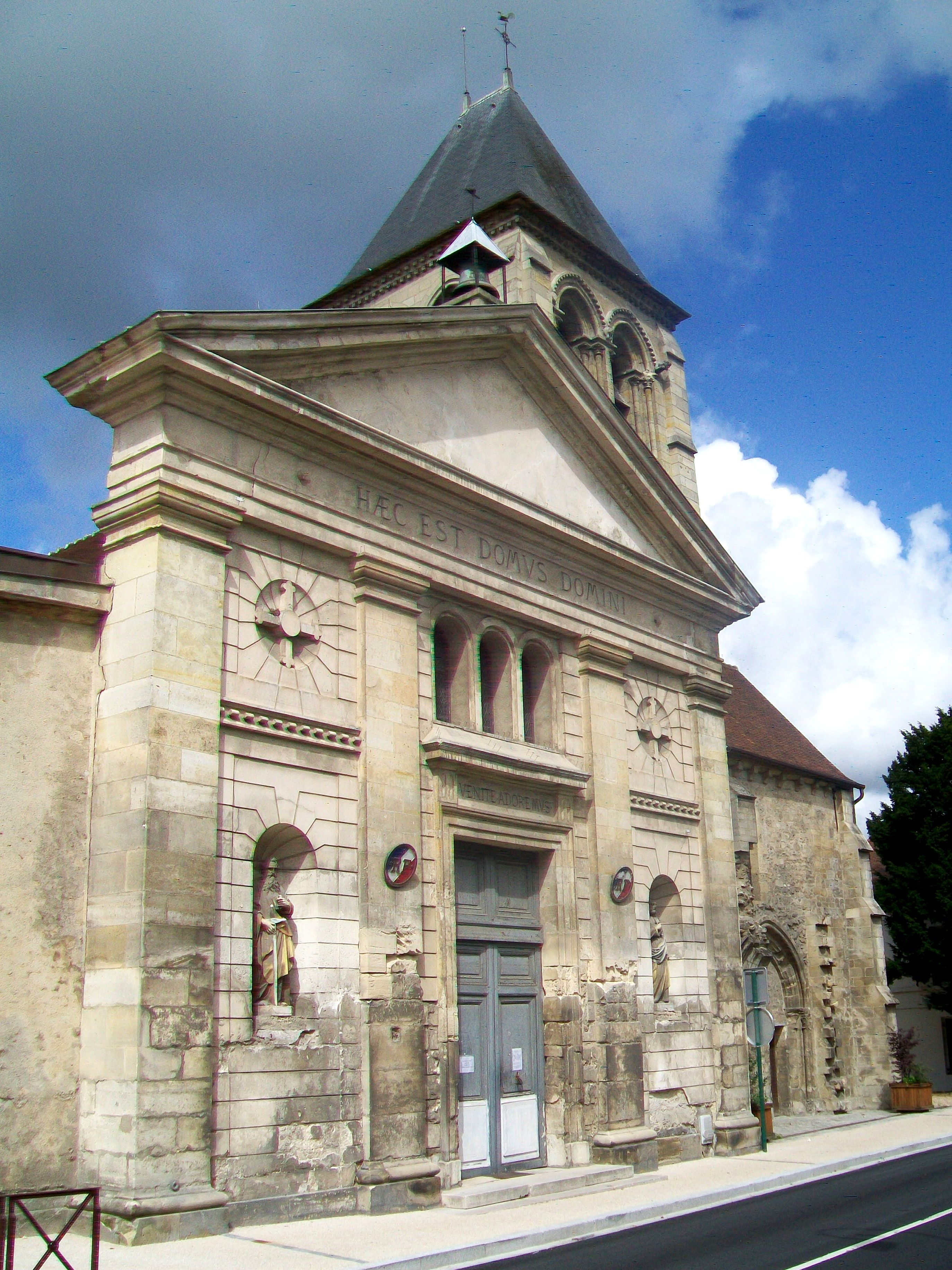
Fachada de 1778-80.
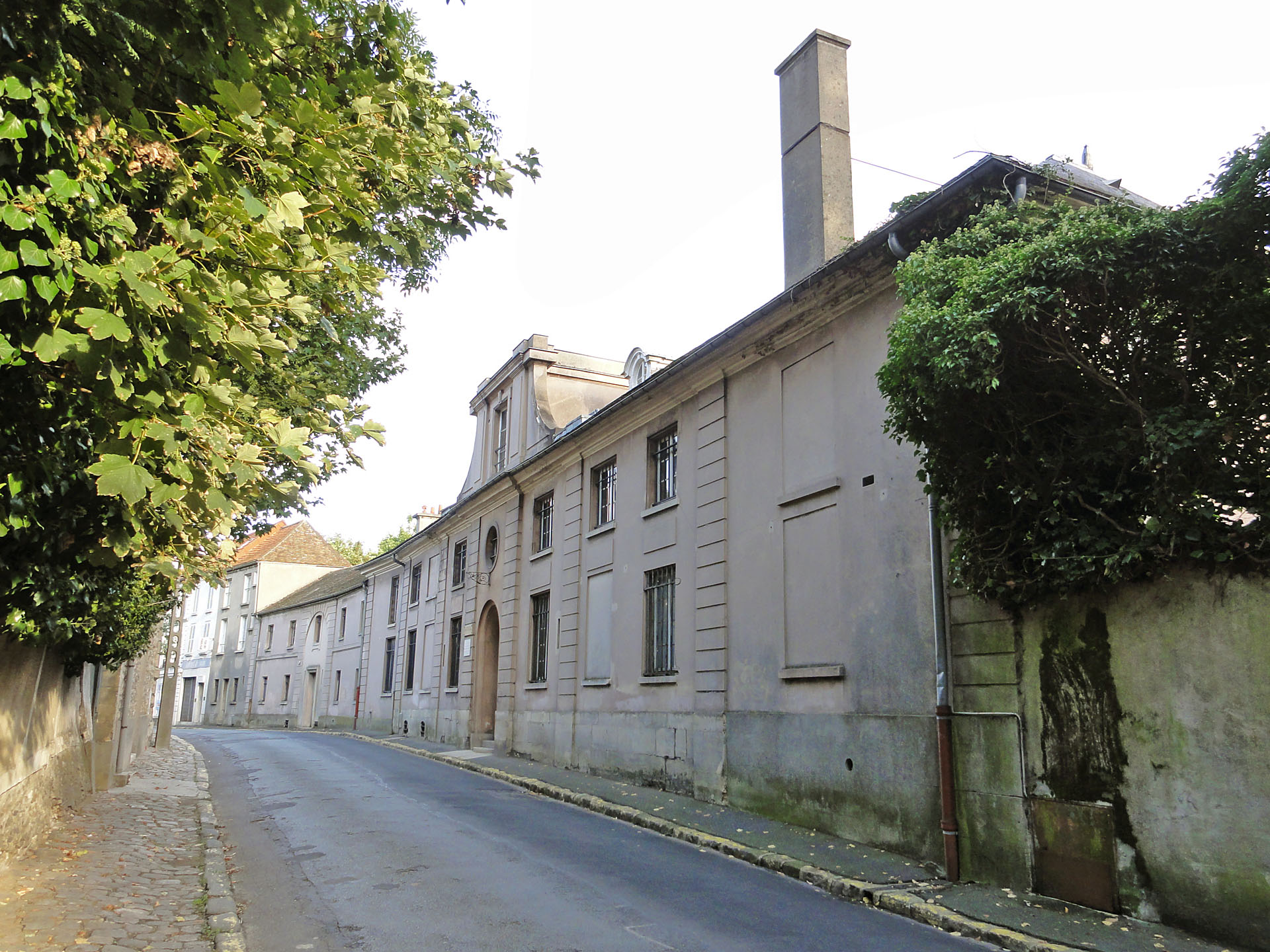
Pavillon Colombe.
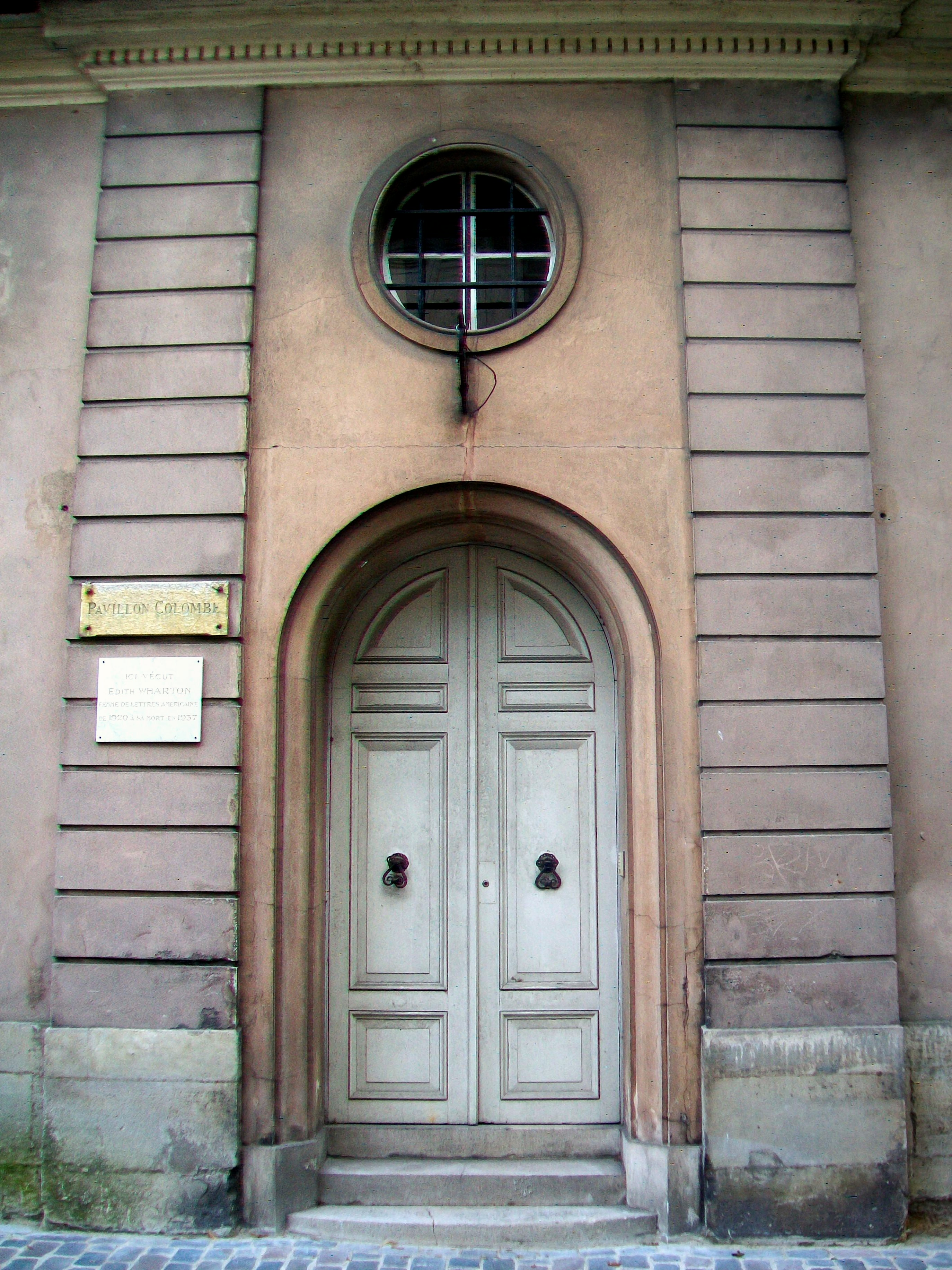
Portal na rua.

Saint-Brice-sous-Forêt possui três monumentos históricos em seu território.
- Église Saint-Brice (chapelle accolée à la face nord du clocher et clocher classés monument historique par arrêté du 17 septembre 1964[4])
- Maison de l'Escuyer (inscrite monument historique par arrêté du 20 janvier 1976[5])
- Pavillon Colombe (classé monument historique par arrêté du 18 mai 1993[6])

## Personalidades ligadas à comuna
- O marechal Mac-Donald, depois Talleyrand.
- Paul Éluard veio se installer em Saint-Brice e receber em sua casa os futuros surrealistas : Max Ernst, André Breton, Robert Desnos,  René Crevel, Max Morise, Georges Ribemont-Dessaignes, Jean Paulhan, Benjamin Péret, Philippe Soupault, Roger Vitrac, Jacques Rigaut, Jean Arp, Louis Aragon e Francis Picabia.
- Edith Wharton, romancista americano.
- O ecologista et agrônomo René Dubos.
- O pintor Pablo Picasso
- A família Bazin é originária da comuna.